# Kościół św. Michała Archanioła w Sopocie
Kościół św. Michała Archanioła w Sopocie – rzymskokatolicki kościół parafialny. Mieści się w dzielnicy Karlikowo przy ul. 3-go Maja w Sopocie, w województwie pomorskim. Należy do dekanatu Sopot w archidiecezji gdańskiej.
Witraże w kościele zostały wykonane przez Marię Leszczyńską.
Jednym z najważniejszych wydarzeń na terenie kościoła, była wizyta 5 czerwca 1999 papieża Jana Pawła II i sprawowana przez niego msza na sopockim Hipodromie. Podczas swojej VII pielgrzymki do Polski.
Drugim z ważniejszych wydarzeń w życiu kościoła parafialnego, była nominacja 26 września 2015 ks. prał. dr Zbigniewa Zielińskiego – proboszcza w latach 2004–2007 – na biskupa pomocniczego archidiecezji gdańskiej.
Kościół parafialny był od 3 sierpnia 1986 do 10 grudnia 2017 – siedzibą dekanatu, a jej proboszcz dziekanem.
Przez szereg lat przy kościele pracowali bracia szkolni. Obecnie swoje domy zakonne mają tu siostry karmelitanki od dzieciątka Jezus oraz ojcowie karmelici bosi.